# Seaborn Roddenbery

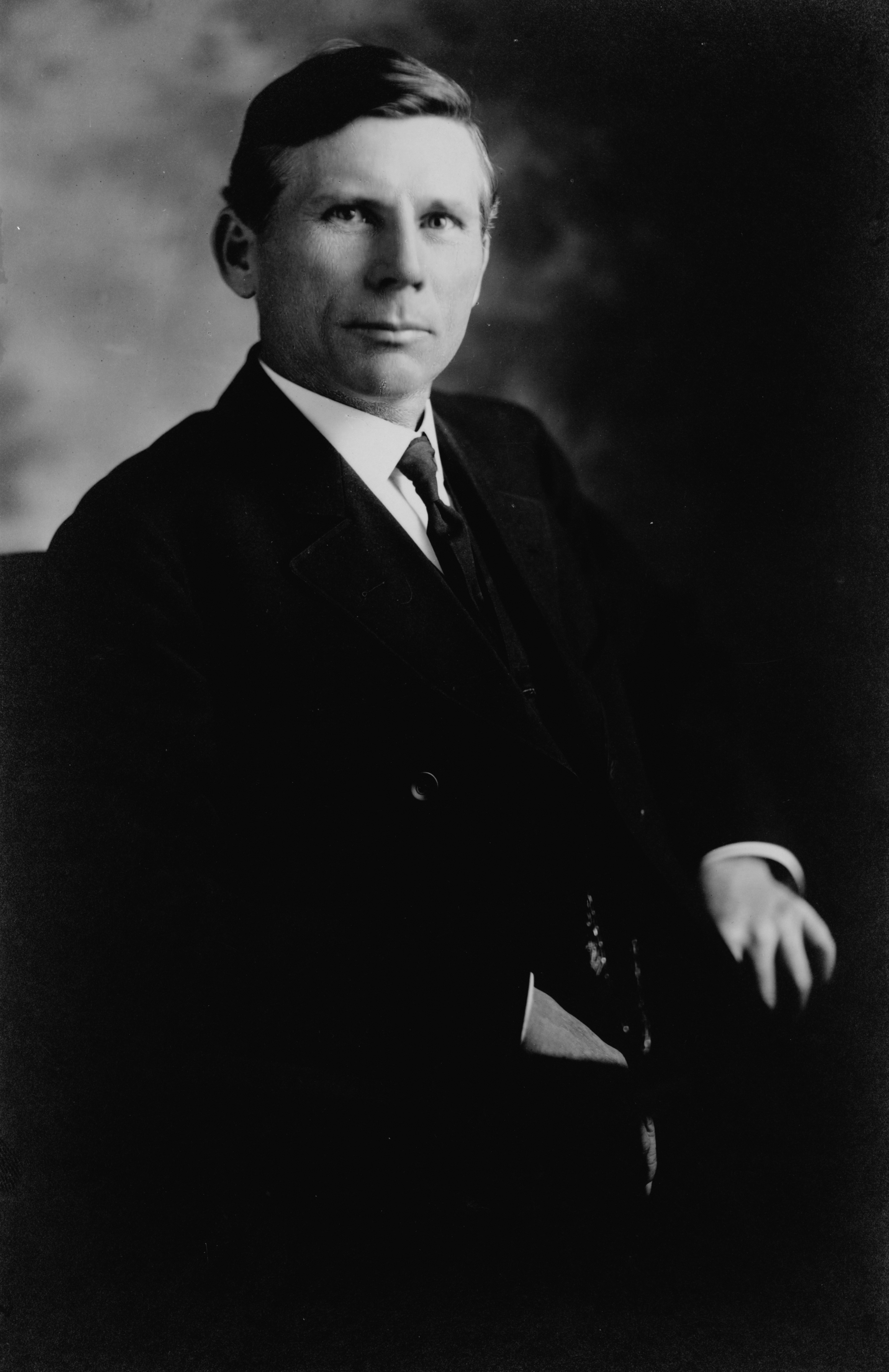
Seaborn Roddenbery (1912)

Seaborn Anderson Roddenbery (* 12. Januar 1870 bei Bainbridge, Georgia; † 25. September 1913 in Thomasville, Georgia) war ein US-amerikanischer Politiker. Zwischen 1910 und 1913 vertrat er den Bundesstaat Georgia im US-Repräsentantenhaus.

## Leben
Bereits in seiner frühen Jugend kam Seaborn Roddenbery in das Thomas County, wo er die öffentlichen Schulen besuchte. Danach studierte er drei Jahre lang an der Mercer University in Macon. Anschließend unterrichtete er am South Georgia College Sprachen und Mathematik. Nach einem anschließenden Jurastudium und seiner im Jahr 1894 erfolgten Zulassung als Rechtsanwalt begann er in seinem neuen Beruf zu arbeiten. Gleichzeitig schlug er als Mitglied der Demokratischen Partei eine politische Laufbahn ein.
In den Jahren 1892 und 1893 saß Roddenbery als Abgeordneter im Repräsentantenhaus von Georgia. Von 1895 bis 1898 war er Vorsitzender des Bildungsausschusses im Thomas County; zwischen 1897 und 1901 war er in diesem Bezirk Richter. In den Jahren 1903 und 1904 amtierte Roddenbery als Bürgermeister der Stadt Thomasville. Nach dem Tod des Abgeordneten James M. Griggs wurde er bei der fälligen Nachwahl für den zweiten Sitz des Staates Georgia als dessen Nachfolger in das US-Repräsentantenhaus in Washington, D.C. gewählt. Dort trat er am 6. Februar 1910 sein neues Mandat an. Nach zwei Wiederwahlen konnte er bis zu seinem Tod am 25. September 1913 im Kongress verbleiben. Dort widersetzte er sich vehement den Forderungen nach der Erhöhung der Pensionen für die Veteranen des Bürgerkrieges. Roddenbery war überzeugter Rassist und ein Anhänger der Rassentrennung; so verurteilte er Eheschließungen zwischen den Rassen. Er schlug sogar vor, die Verfassung durch ein entsprechendes Verbot zu ergänzen. Damit konnte er sich aber nicht durchsetzen. Im Zusammenhang dieser Debatte machte Roddenbery folgende Aussage:

Intermarriage between whites and blacks is repulsive and averse to every sentiment of pure American spirit. It is abhorrent and repugnant. It is subversive to social peace. It is destructive of moral supremacy, and ultimately this slavery to black beasts will bring this nation to a fatal conflict.

„Ehen zwischen Weißen und Schwarzen sind abstoßend und ein Risiko für jeden Aspekt des reinen amerikanischen Geistes. Sie sind entsetzlich und abscheulich. Sie untergraben den sozialen Frieden. Sie zerstören die moralische Überlegenheit letztlich wird die Sklaverei unter den schwarzen Tieren die Nation in einen fatalen Konflikt stürzen.“

Seaborn Roddenbery war ein starker Raucher. Das war möglicherweise der Grund für seine Erkrankung an Kehlkopfkrebs, an dem er schließlich verstarb.